# Beatriz de Tenda
Beatriz de Tenda (título original en italiano, Beatrice di Tenda) es una ópera trágica o "tragedia lírica" en dos actos con música de Vincenzo Bellini y libreto de Felice Romani, basada en el drama homónimo de Carlo Tedaldi-Fores. Fue estrenada el 16 de marzo de 1833 en el Teatro La Fenice de Venecia.

## Historia
Beatrice di Tenda es la penúltima ópera compuesta por Bellini, entre la aclamada Norma (1831) e I Puritani (1835). El compositor eligió el tema en discusiones con Giuditta Pasta después de que ellos vieron el ballet juntos en Milán, contra el mejor criterio de Romani y a pesar de las similitudes con Anna Bolena de Donizetti. La obra fue problemática, y el final no fue terminado a tiempo para el estreno de manera que el aria final de Beatrice se tomó prestada de Bianca e Fernando; los esbozos de Bellini de un anterior dúo entre Beatrice y Agnese fueron realizados por Vittorio Gui para una serie de reposiciones a finales de los sesenta. El desagrado de Romani por el tema, y su exasperación con Bellini, le llevaron a incluir una disculpa en el libreto impreso; esto llevó a una amarga discusión con el compositor y una ruptura en su relación laboral, gloriosa, pero difícil. 
El coro tiene una parte más importante aquí que en las óperas anteriores de Bellini, no solo comentando la acción sino aconsejando y reconfortando a los protagonistas, en la verdadera tradición del drama clásico griego. 
Fue estrenada el 16 de marzo de 1833 en el Teatro La Fenice de Venecia, con Giuditta Pasta en el rol principal. En España se estrenó el 12 de diciembre de 1837, en el Teatro de la Santa Cruz de Barcelona.
Bellini sintió que el horror de la historia quedaba contrarrestado con su bella música y que Beatrice "no era indigna de sus hermanas". Fue la mejor interpretación de Pasta en el rol titular que superó la hostilidad del público hacia la pieza, y fue la única de las óperas de Bellini que fue publicada en partitura completa en su vida.
La ópera fue revivida en 1961 por la American Opera Society con Joan Sutherland, Enzo Sordello, Marilyn Horne y Richard Cassilly bajo la batuta de Nicola Rescigno, y luego ese mismo año en La Scala con Sutherland y Raina Kabaivanska, bajo la dirección de Antonino Votto. Desde entonces el rol titular ha sido asumido por una serie de otras sopranos destacadas: Leyla Gencer, Mirella Freni, June Anderson, Edita Gruberová y Mariella Devia.
Esta ópera rara vez se representa en la actualidad; en las estadísticas de Operabase Archivado el 14 de mayo de 2017 en Wayback Machine. aparece con solo 2 representaciones para el período 2005-2010.

## Personajes
| Personaje                               | Tesitura      | Reparto el 16 de marzo de 1833 Director: ? |
| --------------------------------------- | ------------- | ------------------------------------------ |
| Filippo Maria Visconti (Duque de Milán) | Barítono      | Orazio Cartagenova                         |
| Beatrice di Tenda (esposa de Filippo)   | Soprano       | Giuditta Pasta                             |
| Agnese de Maino (amante de Filippo)     | Mezzo-soprano | Anna del Serre                             |
| Orombello (Señor de Ventimiglia)        | Tenor         | Alberico Curioni                           |
| Anichino (amigo de Orombello)           | Tenor         | Alessandro Giacchini                       |
| Rizzardo del Maino (hermano de Agnese)  | Tenor         |                                            |

## Sinopsis
La ópera narra un episodio de la vida de Beatrice Lascaris, viuda de Facino Cane, casada en segundas nupcias con Filippo Maria Visconti, en el Milán del siglo XV. Filippo se había cansado de su esposa Beatrice; ella lamenta su impetuoso matrimonio con él después de la muerte de su primer esposo, un matrimonio que ha sometido a ella y a su pueblo al poder tiránico del duque.

### Acto I
Filippo acude a un baile en el castillo Binasco en Italia, ensombrecido como es habitual por el siniestro Rizzardo. Está cansado de todo el mundo que rinde obediencia a su esposa. Sus cortesanos le dicen cuánto simpatizan con él, y sugiere que los servidores de Beatrice están todos conspirando contra él.
Se oye bella música de arpa. Agnese, el objeto actual del deseo de Filippo, canta desde lejos que la vida está vacía sin amor. Filippo se hace eco de sus pensamientos y afirma cuánto la ama; ella no tiene igual. Sus cortesanos de nuevo simpatizan con él y lo animan a aprovechar el momento. Agnese desaparece y se marchan todos. Luego reaparece Agnese, esta vez cantando por Orombello. Misteriosamente, ella desea que su corazón lo guía hasta sus brazos y el objeto de su deseo aparece. Orombello dice que él no sabe dónde está o por qué está allí. Reconfortado por Agnese, empieza a relajarse y está conforme en que él está profundamente enamorado y, cuando le preguntan por una carta, le muestra a ella la que él porta. La carta a la que se refiere es una de las muchas que él ha escrito a Beatrice y no la que Agnese ha enviado a él. 
Beatrice entra en uno de sus lugares secretos con sus damas. Es feliz, pero pronto pierde su aplomo y lamenta cuán desencaminada ha sido por casarse con el maligno duque Filippo. Cuando todos se van a ir, Filippo los ve a lo lejos y, creyendo que ella le está eludiendo, exige que ella vuelva. Los dos se acusan y se enfurecen entre sí, con Filippo presentando algunos papeles robados del apartamento de Beatrice.
En otra escena, los soldados de Filippo discuten su silencio. Beatrice entra llevando un retrato de su amado esposo difunto, Facino. Ella lamenta que todos la han abandonado cuando entra Orombello protestando que él no lo ha hecho. Excitadamente, le habla a ella de sus planes de reunir tropas y ayudar a liberarla. Ella le dice que no es muy experto en asuntos de seguridad. Asombrado, Orombello protesta su amor e, incluso cuando se lo ruegan, no dejarán su presencia; en lugar de ello, se arrodilla en frente de ella, momento en el que Agnese y Filippo entran y acusan a los dos traidores de tener un lío. Todo el mundo se une ahora con acusación, contra acusación, ataque y defensa. Filippo hace que arresten a la pareja — para ser enjuiciados por adulterio.

### Acto II
Los cortesanos averiguan la terrible tortura que ha sido aplicada a Orombello. Luego, la corte es reunida y Filippo presenta el caso para la acusación. Traen a Beatrice a rastras, y ella protesta de que el tribunal carece de jurisdicción. Después llevan a Orombello y, después de buscar desesperadamente el perdón de Beatrice, proclama su inocencia. Beatrice recupera su voluntad de vivir y algo en su habla conmueve el corazón de Filippo. Anuncia que la sentencia debe demorarse. El tribunal indica que la tortura debe continuar hasta que se diga la verdad. De nuevo, Filippo cambia de idea y, apoyando la decisión del tribunal, considera que es precisa más tortura. El tribunal se disuelve.
Filippo y Agnese, lleno de remordimiento, se quedan a solas y Agnese, dándose cuenta de que las cosas han ido más lejos de lo que ella esperaba, ruega a Filippo que retire los cargos; pero Filippo, no deseando parecer débil, rechaza la idea.
Filippo ahora pasa por diversos tormentos y está obviamente enamorado todavía de Beatrice. Justo cuando había decidido retirar los cargos, llegan los hombres que aún son leales al difunto condotiero Facino, para invadir el castillo. Como resultado, Filippo firma la sentencia de muerte, e intenta justificarse ante el pueblo, culpando a Beatrice. 